# Andělé pustiny
Andělé pustiny či Andělé zoufalství (v originále Desolation Angels) je román amerického spisovatele Jacka Kerouaca, vydaný v roce 1965. Kniha je rozdělena do dvou částí, Andělé zoufalství a Projít vším, přičemž první z nich vznikla již v době před vydáním románu Na cestě (1957), jímž se autor proslavil, druhá až počátkem šedesátých let. Původně měly části vyjít odděleně jako samostatné romány, ale dlouhodobě o jejich vydání nejevilo žádné nakladatelství zájem, až v roce 1965 je vydalo nakladatelství Coward-McCann v jednom svazku.
Autobiografický příběh románu začíná v době, kdy Kerouac pracoval jako hlídač případného požáru v národním parku North Cascades, který leží na západním pobřeží Ameriky na hranicích mezi USA a Kanadou. Druhá kapitola první části se odehrává v San Franciscu, kam po dvou měsících na hoře Desolation Peak odjel. Ve druhé části, Projít vším, autor popisuje své pobyty v Ciudad de México a New Yorku, cesty po severní Africe (kde navštívil Williama Burroughse) a Evropě a v závěrečné kapitole popisuje cestu se svou matkou z Floridy do Kalifornie a zpět.
Kniha byla vydána česky nejprve roku 1995 v překladu Edity Drozdové pod názvem Andělé pustiny (nakladatelství Votobia), o deset let později jako Andělé zoufalství v novém překladu Petra Onufera (nakladatelství Argo; stejný překlad vyšel znovu v r. 2019).
Následující tabulka znázorňuje postavy zachycené v románu Andělé pustiny a jejich skutečné předlohy osobností, které Kerouac nacházel mezi svými přáteli.
| Skutečná osoba          | Jméno v knize    |
| ----------------------- | ---------------- |
| Jack Kerouac            | Jack Duluoz      |
| William S. Burroughs    | Bull Hubbard     |
| Carolyn Cassady         | Evelyn           |
| Neal Cassady            | Cody Pomeray     |
| Gregory Corso           | Raphael Urso     |
| Henri Cru               | Deni Bleu        |
| Claude Dalenberg        | Paul             |
| Robert Duncan           | Geoffrey Donald  |
| Bill Garver             | Old Bull Gaines  |
| Allen Ginsberg          | Irwin Garden     |
| Louis Ginsberg          | Harry Garden     |
| Joyce Glassman          | Alyce Newman     |
| Randall Jarrell         | Varnum Random    |
| Philip Lamantia         | David D'Angeli   |
| Robert LaVigne          | Levesque         |
| Norman Mailer           | Harvey Marker    |
| Michael McClure         | Patrick McLear   |
| Locke McCorkle          | Kevin McLoch     |
| John Montgomery         | Alex Fairbrother |
| Peter Orlovsky          | Simon Darlovsky  |
| Alan Watts              | Alex Aums        |
| Gary Snyder             | Jarry Wagner     |
| William Carlos Williams | Dr. Williams     |